# Yara van Kerkhof
Yara van Kerkhof (Zoetermeer, 31 maggio 1990) è una pattinatrice di short track olandese.

## Carriera
E' sorella di Sanne van Kerkhof, anch'ella pattinatrice di short track.
Ha rappresentato i Paesi Bassi ai Giochi olimpici invernali di Soči 2014.
Convocata per le Olimpiadi di Pyeongchang, il 13 febbraio 2018 conquista la medaglia di argento nei 500 metri grazie alla squalifica della coreana Choi, che era arrivata seconda.

## Palmarès

### Giochi olimpici
- 3 medaglie:
  - 1 oro (staffetta 3000 m a Pechino 2022).
  - 1 argento (500 m a Pyeongchang 2018).
  - 1 bronzo (staffetta 3000 m a Pyeongchang 2018).

### Mondiali
- 6 medaglie:
  - 3 ori (staffetta 3000 m a Dordrecht 2021; staffetta 3000 m a Seul 2023; staffetta 3000 m a Rotterdam 2024).
  - 2 argenti (staffetta 3000 m a Sheffield 2011; staffetta 3000 m a Montréal 2018).
  - 1 bronzo (500 m a Montréal 2022).

### Europei
- 13 medaglie:
  - 10 ori (staffetta 3000 m a Heerenveen 2011; staffetta 3000 m a Mladá Boleslav 2012; staffetta 3000 m a Malmö 2013; staffetta 3000 m a Dresda 2014; staffetta a Soči 2016; staffetta 3000 m a Dordrecht 2019; staffetta 3000 m a Debrecen 2020; staffetta 3000 m a Danzica 2023; staffetta 3000 m e staffetta mista 2000 m a Danzica 2024).
  - 2 argenti (staffetta 3000 m a Dordrecht 2015; 1500 m a Dresda 2018);
  - 1 bronzo (staffetta 3000 m a Torino 2017).